# Yonsy Sánchez
Yonsi Antonio Sánchez Orozco (ur. 30 czerwca 1979) – wenezuelski zapaśnik w stylu wolnym. Zajął osiemnaste miejsce na mistrzostwach świata w 2001. Piąty na igrzyskach panamerykańskich w 2007. Czterokrotny medalista mistrzostw panamerykańskich, srebro w 2005. Złoty medal na igrzyskach Ameryki Południowej w 1998 i 2002. Mistrz igrzysk boliwaryjskich w 2001 i 2005 roku.